# Ухуру
Връх Ухуру (на танзанийски: Свобода) е най-високата точка на планината Килиманджаро в Танзания и в цяла Африка.
Върхът е с това име от 1961 г., когато Танзания обявява своята независимост. Висок е 5895 м.
Намира се във Висока Африка. Надморската височина е измервана многократно от 1889 година насам. С помощта на GPS измервания през 2008 година е измерена височина 5892 m.